# Lychen
Lychen (phát âm tiếng Đức: [ˈlyːçən]) là một thị trấn thuộc huyện Uckermark, bang Brandenburg, Đức.

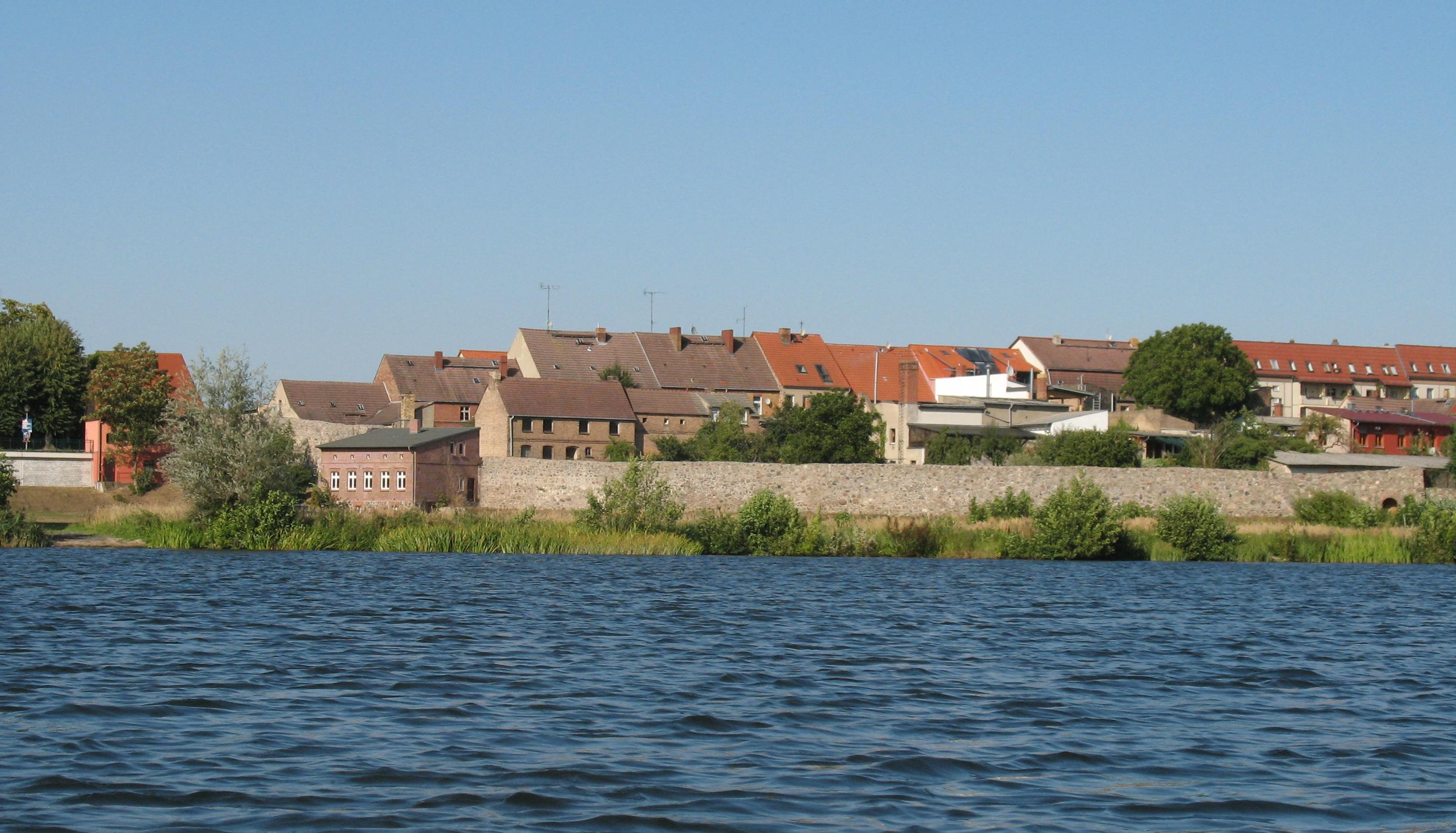
Lychen
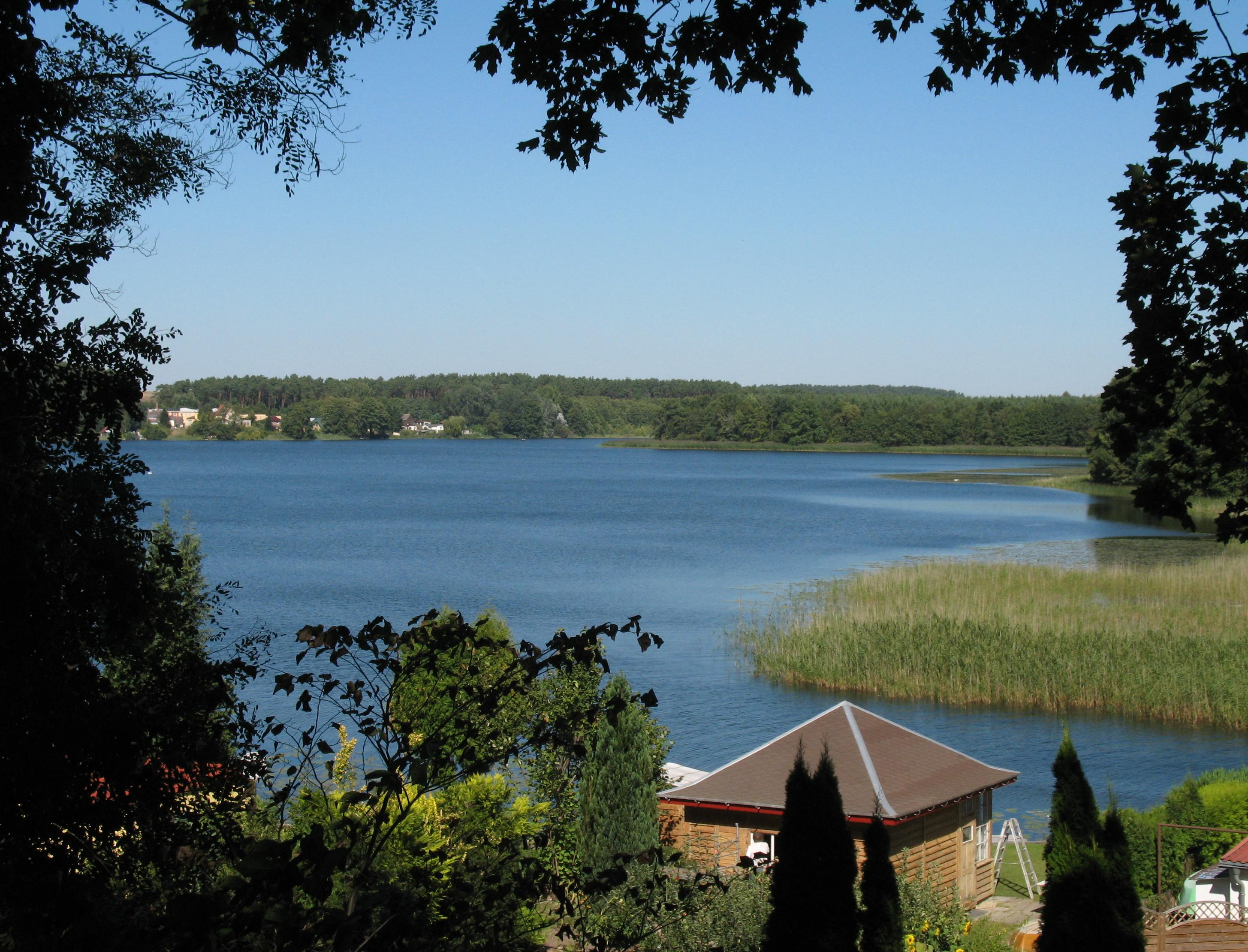
Oberpfuhl
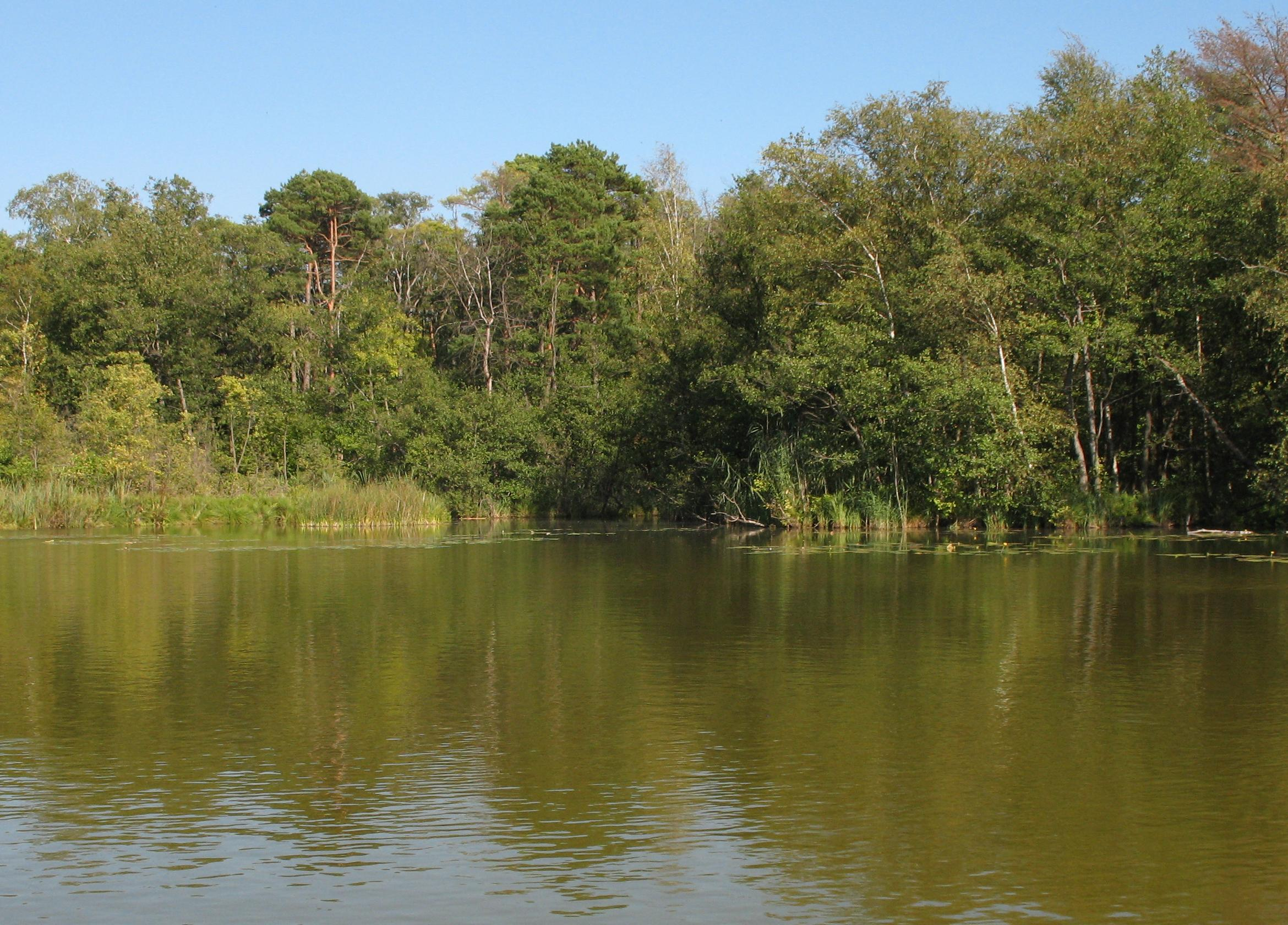
Schleipfuhl